# Émondeville
Émondeville è un comune francese di 355 abitanti situato nel dipartimento della Manica nella regione della Normandia.

## Società

### Evoluzione demografica
Abitanti censiti

## Storia

### Seconda guerra mondiale
Émondeville fu uno dei primi villaggi liberati dagli Alleati dopo lo sbarco del giugno 1944. 
All'epoca, tutte le campagne e i villaggi erano occupati dai Tedeschi. Il loro comando era stato installato nella fattoria del castello di Émondeville (propriétà appartenente alla famiglia Durel). Fu scavata una trincea in un campo per accogliere i tedeschi che vi si mettevano al riparo durante i bombardamenti. Alla liberazione, questa trincea servì da fossa per interrarvi gli animali morti. Voci raccontano che anche alcuni soldati nemici vi siano stati inumati.